# Trophée John-D.-Chick
Le trophée John-D.-Chick est attribué annuellement au vainqueur de la saison régulière de la division Pacifique en Ligue américaine de hockey. Le trophée est baptisé en l'honneur de John Chick qui fut vice-président et trésorier de la LAH.
Au cours du temps et des évolutions de la LAH, le trophée a récompensé le vainqueur de différentes autres divisions .

## Vainqueurs
Division Pacifique
- 2021-2022 - Heat de Stockton
- 2020-2021 - Condors de Bakersfield
- 2019-2020 - Roadrunners de Tucson
- 2018-2019 - Condors de Bakersfield
- 2017-2018 - Roadrunners de Tucson
- 2016-2017 - Barracuda de San José
- 2015-2016 - Reign d'Ontario

Division Ouest
- 2014-2015 - Rampage de San Antonio
- 2013-2014 - Stars du Texas

Division Sud
- 2012-2013 - Stars du Texas

Division Ouest
- 2011-2012 - Barons d'Oklahoma City
- 2010-2011 - Admirals de Milwaukee
- 2009-2010 - Wolves de Chicago
- 2008-2009 - Admirals de Milwaukee
- 2007-2008 - Wolves de Chicago
- 2006-2007 - Ak-Sar-Ben Knights d'Omaha
- 2005-2006 - Admirals de Milwaukee
- 2004-2005 - Wolves de Chicago
- 2003-2004 - Admirals de Milwaukee

Division Central
- 2002-2003 - Griffins de Grand Rapids
- 2001-2002 - Crunch de Syracuse

Division Sud
- 2000-2001 - Thoroughblades du Kentucky

Division Empire
- 1999-2000 - Americans de Rochester
- 1998-1999 - Americans de Rochester
- 1997-1998 - River Rats d'Albany
- 1996-1997 - Americans de Rochester

Division Central
- 1995-1996 - River Rats d'Albany

Division Sud
- 1994-1995 - Rangers de Binghamton
- 1993-1994 - Bears de Hershey
- 1992-1993 - Rangers de Binghamton
- 1991-1992 - Rangers de Binghamton
- 1990-1991 - Americans de Rochester
- 1989-1990 - Americans de Rochester
- 1988-1989 - Red Wings de l'Adirondack
- 1987-1988 - Bears de Hershey
- 1986-1987 - Americans de Rochester
- 1985-1986 - Bears de Hershey
- 1984-1985 - Whalers de Binghamton
- 1983-1984 - Skipjacks de Baltimore
- 1982-1983 - Americans de Rochester
- 1981-1982 - Whalers de Binghamton
- 1980-1981 - Bears de Hershey
- 1979-1980 - Nighthawks de New Haven
- 1978-1979 - Nighthawks de New Haven
- 1977-1978 - Americans de Rochester
- 1976-1977 - non attribué
- 1975-1976 - Bears de Hershey
- 1974-1975 - Wings de la Virginie
- 1973-1974 - Clippers de Baltimore

Division Ouest
- 1972-1973 - Swords de Cincinnati
- 1971-1972 - Clippers de Baltimore
- 1970-1971 - Clippers de Baltimore
- 1969-1970 - Bisons de Buffalo
- 1968-1969 - Bisons de Buffalo
- 1967-1968- Americans de Rochester
- 1966-1967 - Hornets de Pittsburgh
- 1965-1966 - Americans de Rochester
- 1964-1965 - Americans de Rochester
- 1963-1964 - Hornets de Pittsburgh
- 1962-1963 - Bisons de Buffalo
- 1961-1962 - Barons de Cleveland